# أفين
أُفين أو أُوفين (بالصومالية: Ufayn) هي مركز ثاني أكبر مقاطعة في محافظة باري شمال شرق الصومال.

## الموقع
تقع بلدة أفين بالقرب من الحدود مع محافظة سناج، وعلى مقربة من الطريق الذي يربط مدينة بوصاصو يإسكوشوبان، ويقع بالقرب منها عين أفين التي يستقي منها السكان.

## التعليم
يوجد في بلدة أفين عدد من المؤسسات الأكاديمية. ووفقاً لوزارة التربية والتعليم في بونتلاند، توجد في البلدة 10 مدارس ابتدائية، من بينها دار العلم، كوبطحاد، جيسا قَبَدْ و جيدال. وتشمل المدارس الثانوية في المنطقة مدرسة عبد الله إبراهيم الثانوية.

## الانتخابات البلدية
في أكتوبر 2021، أجرت بونتلاند انتخابات بلدية مباشرة تمهيدية في ثلاث مقاطعات، إحداها أفين. وأسفرت عن انتخاب قيادة محلية من خلال عملية ديمقراطية لم تعهدها بونتلاند من قبل.

## روابط خارجية
- أفين، الصومال